# Víctor Sánchez del Amo
Víctor Sánchez del Amo (Madrid, 23 febbraio 1976) è un allenatore di calcio ed ex calciatore spagnolo, di ruolo centrocampista.

## Statistiche

### Cronologia presenze e reti in nazionale
| Cronologia completa delle presenze e delle reti in nazionale ― Spagna | Cronologia completa delle presenze e delle reti in nazionale ― Spagna | Cronologia completa delle presenze e delle reti in nazionale ― Spagna | Cronologia completa delle presenze e delle reti in nazionale ― Spagna | Cronologia completa delle presenze e delle reti in nazionale ― Spagna | Cronologia completa delle presenze e delle reti in nazionale ― Spagna | Cronologia completa delle presenze e delle reti in nazionale ― Spagna | Cronologia completa delle presenze e delle reti in nazionale ― Spagna |
| Data                                                                  | Città                                                                 | In casa                                                               | Risultato                                                             | Ospiti                                                                | Competizione                                                          | Reti                                                                  | Note                                                                  |
| --------------------------------------------------------------------- | --------------------------------------------------------------------- | --------------------------------------------------------------------- | --------------------------------------------------------------------- | --------------------------------------------------------------------- | --------------------------------------------------------------------- | --------------------------------------------------------------------- | --------------------------------------------------------------------- |
| 16-8-2000                                                             | Hannover                                                              | Germania                                                              | 4 – 1                                                                 | Spagna                                                                | Amichevole                                                            | -                                                                     | 46’ 48’                                                               |
| 11-10-2000                                                            | Vienna                                                                | Austria                                                               | 1 – 1                                                                 | Spagna                                                                | Qual. Mondiali 2002                                                   | -                                                                     | 46’                                                                   |
| 28-2-2001                                                             | Birmingham                                                            | Inghilterra                                                           | 3 – 0                                                                 | Spagna                                                                | Amichevole                                                            | -                                                                     | 64’                                                                   |
| 1-9-2001                                                              | Valencia                                                              | Spagna                                                                | 4 – 0                                                                 | Austria                                                               | Qual. Mondiali 2002                                                   | -                                                                     | 79’                                                                   |
| 14-11-2001                                                            | Huelva                                                                | Spagna                                                                | 1 – 0                                                                 | Messico                                                               | Amichevole                                                            | -                                                                     | 57’                                                                   |
| 18-8-2004                                                             | Las Palmas                                                            | Spagna                                                                | 3 – 2                                                                 | Venezuela                                                             | Amichevole                                                            | -                                                                     | 69’                                                                   |
| 8-9-2004                                                              | Zenica                                                                | Bosnia ed Erzegovina                                                  | 1 – 1                                                                 | Spagna                                                                | Qual. Mondiali 2006                                                   | -                                                                     | 49’                                                                   |
| 13-10-2004                                                            | Vilnius                                                               | Lituania                                                              | 0 – 0                                                                 | Spagna                                                                | Qual. Mondiali 2006                                                   | -                                                                     | 53’                                                                   |
| Totale                                                                |                                                                       | Presenze                                                              | 8                                                                     |                                                                       | Reti                                                                  | 0                                                                     |                                                                       |

### Statistiche da allenatore
Statistiche aggiornate al 21 dicembre 2019.
| Stagione            | Squadra             | Campionato       | Campionato | Campionato | Campionato | Campionato | Coppe nazionali | Coppe nazionali | Coppe nazionali | Coppe nazionali | Coppe nazionali | Coppe continentali | Coppe continentali | Coppe continentali | Coppe continentali | Coppe continentali | Altre coppe | Altre coppe | Altre coppe | Altre coppe | Altre coppe | Totale | Totale | Totale | Totale | % Vittorie |
| Stagione            | Squadra             | Comp             | G          | V          | N          | P          | Comp            | G               | V               | N               | P               | Comp               | G                  | V                  | N                  | P                  | Comp        | G           | V           | N           | P           | G      | V      | N      | P      | %          |
| ------------------- | ------------------- | ---------------- | ---------- | ---------- | ---------- | ---------- | --------------- | --------------- | --------------- | --------------- | --------------- | ------------------ | ------------------ | ------------------ | ------------------ | ------------------ | ----------- | ----------- | ----------- | ----------- | ----------- | ------ | ------ | ------ | ------ | ---------- |
| apr.-giu. 2015      | Deportivo La Coruña | PD               | 8          | 1          | 5          | 2          | CR              | -               | -               | -               | -               | -                  | -                  | -                  | -                  | -                  | -           | -           | -           | -           | -           | 8      | 1      | 5      | 2      | 12,50      |
| 2015-2016           | Deportivo La Coruña | PD               | 38         | 8          | 18         | 12         | CR              | 4               | 1               | 2               | 1               | -                  | -                  | -                  | -                  | -                  | -           | -           | -           | -           |             | 42     | 9      | 20     | 13     | 21,43      |
| Totale Deportivo    | Totale Deportivo    | Totale Deportivo | 46         | 9          | 23         | 14         |                 | 4               | 1               | 2               | 1               |                    | -                  | -                  | -                  | -                  |             | -           | -           | -           | -           | 50     | 10     | 25     | 15     | 20,00      |
| lug.-ago. 2016      | Olympiacos          | SL               | -          | -          | -          | -          | CG              | -               | -               | -               | -               | UCL                | 2                  | 0                  | 1                  | 1                  | -           | -           | -           | -           |             | 2      | 0      | 1      | 1      | &0,00      |
| nov. 2016-mag. 2017 | Betis               | PD               | 25         | 7          | 5          | 13         | CR              | 2               | 1               | 0               | 1               | -                  | -                  | -                  | -                  | -                  | -           | -           | -           | -           | -           | 27     | 8      | 5      | 14     | 29,63      |
| apr.-giu. 2019      | Malaga              | SD               | 8+2        | 6          | 1          | 1+2        | CR              | -               | -               | -               | -               | -                  | -                  | -                  | -                  | -                  | -           | -           | -           | -           | -           | 10     | 6      | 1      | 3      | 60,00      |
| 2019-gen. 2020      | Malaga              | SD               | 22         | 4          | 11         | 7          | CR              | 1               | 0               | 0               | 1               | -                  | -                  | -                  | -                  | -                  | -           | -           | -           | -           | -           | 23     | 4      | 11     | 8      | 17,39      |
| Totale Málaga       | Totale Málaga       | Totale Málaga    | 30+2       | 10         | 12         | 8+2        |                 | 1               | 0               | 0               | 1               |                    | -                  | -                  | -                  | -                  |             | -           | -           | -           | -           | 33     | 10     | 12     | 11     | 30,30      |
| lug.-set. 2023      | FC Cartagena        | SD               | 7          | 1          | 0          | 6          | CR              | -               | -               | -               | -               | -                  | -                  | -                  | -                  | -                  | -           | -           | -           | -           | -           | 7      | 1      | 0      | 6      | 14,29      |
| 2024-2025           | Olimpia Lubiana     | PL               | 21         | 14         | 6          | 1          | CS              | 1               | 1               | 0               | 0               | UECL               | 14                 | 8                  | 3                  | 3                  | -           | -           | -           | -           | -           | 36     | 23     | 9      | 4      | 63,89      |
| Totale carriera     | Totale carriera     | Totale carriera  | 131        | 41         | 46         | 44         |                 | 8               | 3               | 2               | 3               |                    | 16                 | 8                  | 4                  | 4                  |             | -           | -           | -           | -           | 155    | 52     | 52     | 51     | 33,55      |

## Palmarès

### Giocatore

#### Club
- Campionato spagnolo: 2

Real Madrid: 1996-1997
Deportivo: 1999-2000
- Supercoppa di Spagna: 3

Real Madrid: 1997
Deportivo: 2000, 2002
- Coppa di Spagna: 1

Deportivo: 2001-2002
- UEFA Champions League: 1

Real Madrid: 1997-1998

#### Nazionale
- Campionato d'Europa Under-21: 1

1998

### Allenatore
- Campionato sloveno: 1

Olimpia Lubiana: 2024-2025